# Argentina Open
Argentina Open – turniej tenisowy zaliczany do cyklu ATP Tour kategorii ATP Tour 250. Rozgrywany od 1993 roku na kortach ziemnych w argentyńskim Buenos Aires. W latach 1996–2000 turniej nie odbywał się z powodów finansowych. W latach 1929–1987 przerwami toczyły się rozgrywki żeńskie. Gra mieszana toczyła się tylko w dwóch edycjach: w 1932 i 1965 roku.

## Mecze finałowe

### Gra pojedyncza mężczyzn
| Rok        | Zwycięzca                                     | Finalista                                     | Wynik                                         |
| 2025       | João Fonseca                                  | Francisco Cerúndolo                           | 6:4, 7:6(1)                                   |
| 2024       | Facundo Díaz Acosta                           | Nicolás Jarry                                 | 6:3, 6:4                                      |
| 2023       | Carlos Alcaraz                                | Cameron Norrie                                | 6:3, 7:5                                      |
| 2022       | Casper Ruud                                   | Diego Schwartzman                             | 5:7, 6:2, 6:3                                 |
| 2021       | Diego Schwartzman                             | Francisco Cerúndolo                           | 6:1, 6:2                                      |
| 2020       | Casper Ruud                                   | Pedro Sousa                                   | 6:1, 6:4                                      |
| 2019       | Marco Cecchinato                              | Diego Schwartzman                             | 6:1, 6:2                                      |
| 2018       | Dominic Thiem                                 | Aljaž Bedene                                  | 6:2, 6:4                                      |
| 2017       | Ołeksandr Dołhopołow                          | Kei Nishikori                                 | 7:6(4), 6:4                                   |
| 2016       | Dominic Thiem                                 | Nicolás Almagro                               | 7:6(2), 3:6, 7:6(4)                           |
| 2015       | Rafael Nadal                                  | Juan Mónaco                                   | 6:4, 6:1                                      |
| 2014       | David Ferrer                                  | Fabio Fognini                                 | 6:4, 6:3                                      |
| 2013       | David Ferrer                                  | Stanislas Wawrinka                            | 6:4, 3:6, 6:1                                 |
| 2012       | David Ferrer                                  | Nicolás Almagro                               | 4:6, 6:3, 6:2                                 |
| 2011       | Nicolás Almagro                               | Juan Ignacio Chela                            | 6:3, 3:6, 6:4                                 |
| 2010       | Juan Carlos Ferrero                           | David Ferrer                                  | 5:7, 6:4, 6:3                                 |
| 2009       | Tommy Robredo                                 | Juan Mónaco                                   | 7:5, 2:6, 7:6(5)                              |
| 2008       | David Nalbandian                              | José Acasuso                                  | 3:6, 7:6(5), 6:4                              |
| 2007       | Juan Mónaco                                   | Alessio Di Mauro                              | 6:1, 6:2                                      |
| 2006       | Carlos Moyá                                   | Filippo Volandri                              | 7:6(6), 6:4                                   |
| 2005       | Gastón Gaudio                                 | Mariano Puerta                                | 6:4, 6:4                                      |
| 2004       | Guillermo Coria                               | Carlos Moyá                                   | 6:4, 6:1                                      |
| 2003       | Carlos Moyá                                   | Guillermo Coria                               | 6:3, 4:6, 6:4                                 |
| 2002       | Nicolás Massú                                 | Agustín Calleri                               | 2:6, 7:6(5), 6:2                              |
| 2001       | Gustavo Kuerten                               | José Acasuso                                  | 6:1, 6:3                                      |
| 1996– 2000 | Turniej nie odbywał się z powodów finansowych | Turniej nie odbywał się z powodów finansowych | Turniej nie odbywał się z powodów finansowych |
| 1995       | Carlos Moyá                                   | Félix Mantilla                                | 6:0, 6:3                                      |
| 1994       | Àlex Corretja                                 | Javier Frana                                  | 6:3, 5:7, 7:6(3)                              |
| 1993       | Carlos Costa                                  | Alberto Berasategui                           | 3:6, 6:1, 6:4                                 |

### Gra podwójna mężczyzn
| Rok        | Zwycięzcy                                     | Finaliści                                     | Wynik                                         |
| 2025       | Guido Andreozzi Théo Arribagé                 | Rafael Matos Marcelo Melo                     | 7:5, 4:6, 10–7                                |
| 2024       | Simone Bolelli Andrea Vavassori               | Marcel Granollers Horacio Zeballos            | 6:2, 7:6(6)                                   |
| 2023       | Simone Bolelli Fabio Fognini                  | Nicolás Barrientos Ariel Behar                | 6:2, 6:4                                      |
| 2022       | Santiago González Andrés Molteni              | Fabio Fognini Horacio Zeballos                | 6:1, 6:1                                      |
| 2021       | Tomislav Brkić Nikola Ćaćić                   | Ariel Behar Gonzalo Escobar                   | 6:3, 7:5                                      |
| 2020       | Marcel Granollers Horacio Zeballos            | Guillermo Durán Juan Ignacio Londero          | 6:4, 5:7, 18–16                               |
| 2019       | Máximo González Horacio Zeballos              | Diego Schwartzman Dominic Thiem               | 6:1, 6:1                                      |
| 2018       | Andrés Molteni Horacio Zeballos               | Juan Sebastián Cabal Robert Farah             | 6:3, 5:7, 10–3                                |
| 2017       | Juan Sebastián Cabal Robert Farah             | Santiago González David Marrero               | 6:1, 6:4                                      |
| 2016       | Juan Sebastián Cabal Robert Farah             | Íñigo Cervantes Paolo Lorenzi                 | 6:3, 6:0                                      |
| 2015       | Jarkko Nieminen André Sá                      | Pablo Andújar Oliver Marach                   | 6:4, 4:6, 10–7                                |
| 2014       | Marcel Granollers Marc López                  | Pablo Cuevas Horacio Zeballos                 | 7:5, 6:4                                      |
| 2013       | Simone Bolelli Fabio Fognini                  | Nicholas Monroe Simon Stadler                 | 6:3, 6:2                                      |
| 2012       | David Marrero Fernando Verdasco               | Michal Mertiňák André Sá                      | 6:4, 6:4                                      |
| 2011       | Oliver Marach Leonardo Mayer                  | Franco Ferreiro André Sá                      | 7:6(6), 6:3                                   |
| 2010       | Sebastián Prieto Horacio Zeballos             | Simon Greul Peter Luczak                      | 7:6(4), 6:3                                   |
| 2009       | Marcel Granollers Alberto Martín              | Nicolás Almagro Santiago Ventura              | 6:3, 5:7, 10–8                                |
| 2008       | Agustín Calleri Luis Horna                    | Werner Eschauer Peter Luczak                  | 6:0, 6:7(8), 10–2                             |
| 2007       | Sebastián Prieto Martín García                | Albert Montañés Rubén Ramírez Hidalgo         | 6:4, 6:2                                      |
| 2006       | František Čermák Leoš Friedl                  | Wasilis Mazarakis Boris Pašanski              | 6:1, 6:2                                      |
| 2005       | František Čermák Leoš Friedl                  | José Acasuso Sebastián Prieto                 | 6:2, 7:5                                      |
| 2004       | Lucas Arnold Ker Mariano Hood                 | Federico Browne Diego Veronelli               | 7:5, 6:7(2), 6:4                              |
| 2003       | Mariano Hood Sebastián Prieto                 | Lucas Arnold Ker David Nalbandian             | 6:2, 6:2                                      |
| 2002       | Gastón Etlis Martín Rodríguez                 | Simon Aspelin Andrew Kratzmann                | 3:6, 6:3, 10–4                                |
| 2001       | Lucas Arnold Ker Tomás Carbonell              | Mariano Hood Sebastián Prieto                 | 5:7, 7:5, 7:6(5)                              |
| 1996– 2000 | Turniej nie odbywał się z powodów finansowych | Turniej nie odbywał się z powodów finansowych | Turniej nie odbywał się z powodów finansowych |
| 1995       | Vince Spadea Christo Van Rensburg             | Jiří Novák David Rikl                         | 6:3, 6:3                                      |
| 1994       | Sergio Casal Emilio Sánchez                   | Tomás Carbonell Francisco Roig                | 6:3, 6:2                                      |
| 1993       | Tomás Carbonell Carlos Costa                  | Sergio Casal Emilio Sánchez                   | 6:4, 6:4                                      |

### Gra pojedyncza kobiet
| Rok               | Mistrzyni                  | Finalistka                 | Wynik                      |
| 1987              | Gabriela Sabatini          | Isabel Cueto               | 6:0, 6:2                   |
| 1986              | Gabriela Sabatini          | Arantxa Sánchez Vicario    | 6:1, 6:1                   |
| 1980 –1985        | Turniej nie był rozgrywany | Turniej nie był rozgrywany | Turniej nie był rozgrywany |
| 1979              | Adriana Villagrán          | Claudia Casabianca         |                            |
| 1978              | Caroline Stoll             | Emilse Raponi              | 6:3, 6:2                   |
| 1977              | Renée Richards             | Ivanna Madruga             |                            |
| 1976              | Turniej nie był rozgrywany | Turniej nie był rozgrywany | Turniej nie był rozgrywany |
| 1975              | Fiorella Bonicelli         | Beatriz Araújo             | 6:3, 6:6                   |
| 1974              | Raquel Giscafre            | Beatriz Araújo             | 7:5, 1:6, 6:2              |
| 1973              | Turniej nie był rozgrywany | Turniej nie był rozgrywany | Turniej nie był rozgrywany |
| 1972              | Virginia Wade              | Fiorella Bonicelli         | 6:4, 6:1                   |
| 1971              | Olga Morozowa              | Anna-Maria Nasuelli        | 6:3, 6:4                   |
| 1970              | Beatriz Araújo             | Françoise Durr             | 6:4, 6:3                   |
| 1969              | Beatriz Araújo             | Elvira Weisenberger        |                            |
| 1968              | Ann Haydon-Jones           | Nancy Richey               | walkower                   |
| Początek Ery Open |                            |                            |                            |
| 1967              | Billie Jean King           | Rosie Casals               | 6:3, 3:6, 6:2              |
| 1966              | Norma Baylon               | Nancy Richey               | 6:3, 7:9, 6:4              |
| 1965              | Lesley Turner              | Margaret Smith Court       | 6:3, 6:3                   |
| 1964              | Nancy Richey               | Maria Bueno                | 4:6, 6:2, 6:4              |
| 1963              | Turniej nie był rozgrywany | Turniej nie był rozgrywany | Turniej nie był rozgrywany |
| 1962              | Norma Baylon               | Věra Suková                | 5:7, 6:4, 6:3              |
| 1961              | Yola Ramírez               | Darlene Hard               | 6:1, 6:2                   |
| 1960              | Nora Somoza                | Mabel Bove                 | 7:5, 6:4                   |
| 1959              | Nora Somoza                | Norma Baylon               | 6:3, 5:7, divided          |
| 1958              | Turniej nie był rozgrywany | Turniej nie był rozgrywany | Turniej nie był rozgrywany |
| 1957              | June Hanson                | Nora de Somoza             | 6:1, 6:1                   |
| 1956              | June Hanson                | Viola Livetti              | 6:1, 6:3                   |
| 1955              | Edda Buding                | Nora Somoza                | 6:2, 6:2                   |
| 1954              | Silvana Lazzarino          | Edda Buding                | 8:6, 6:2                   |
| 1953              | Edda Buding                | Julia Borzone              | 7:5, 6:3                   |
| 1952              | Susan Partridge            | Nelly Adamson              | 6:3, 2:6, 6:4              |
| 1950              | Felisa Piédrola de Zappa   | Elena Lehmann              | 6:4, 3:6, 6:3              |
| 1949              | Barbara Scofield           | Nancy Chaffee              | 6:3, 6:2                   |
| 1948              | Mary Terán de Weiss        | Felisa Piédrola de Zappa   | 6:2, 3:6, 6:2              |
| 1947              | Turniej nie był rozgrywany | Turniej nie był rozgrywany | Turniej nie był rozgrywany |
| 1946              | Margaret Osborne           | Louise Brough              | 5:7, 6:4, 6:4              |
| 1945              | Felisa Piédrola de Zappa   | Mary Terán de Weiss        | 7:9, 9:7, 6:0              |
| 1944              | Mary Terán de Weiss        | Felisa Piédrola de Zappa   | 6:0, 4:6, 6:2              |
| 1943              | Mary Terán de Weiss        | Felisa Piédrola de Zappa   | 6:3, 6:2                   |
| 1942              | Felisa Piédrola de Zappa   | Mary Terán de Weiss        | 6:3, 6:0                   |
| 1941              | Dorothy Cheney             | Sarah Palfrey Cooke        | 3:6, 9:7, 7:5              |
| 1940              | Dorothy Cheney             | Sarah Palfrey Cooke        | 6:1, 4:6, 6:3              |
| 1939              | Felisa Piédrola de Zappa   | Mary Terán de Weiss        | 4:6, 7:5, 4:0 krecz        |
| 1938              | Denise Rutherford          | Felisa Piédrola de Zappa   | 6:4, 2:6, 6:3              |
| 1937              | Maria Elena de Moss        | Denise Rutherford          | 6:2, 4:6, 6:3              |
| 1936              | Leonilda Giusti            | Ana de Madrid              | 6:2, 7:5                   |
| 1935              | Monica Ricketts            | Ana de Madrid              | 6:0, 6:3                   |
| 1934              | Leonilda Giusti            | L. Duffy                   | 6:2, 6:1                   |
| 1933              | Maria Elena de Moss        | Monica Ricketts            | 6:3, 6:8, 6:3              |
| 1932              | Turniej nie był rozgrywany | Turniej nie był rozgrywany | Turniej nie był rozgrywany |
| 1931              | Cilly Aussem               | Irmgard Rost               | 6:1, 6:4                   |
| 1930              | Lilí Álvarez               | Phoebe Holcroft Watson     | 6:2, 6:2                   |
| 1929              | Agnes Turnbull             | Maria Turnbull             | 5:7, 7:5, 6:2              |

### Gra podwójna kobiet
| Rok               | Mistrzynie                               | Finalistki                              | Wynik                      |
| 1987              | Mercedes Paz Gabriela Sabatini           | Jill Hetherington Christiane Jolissaint | 6:2, 6:2                   |
| 1986              | Lori McNeil Mercedes Paz                 | Manon Bollegraf Nicole Muns-Jagerman    | 6:1, 2:6, 6:1              |
| 1980 –1985        | Turniej nie był rozgrywany               | Turniej nie był rozgrywany              | Turniej nie był rozgrywany |
| 1979              | Brak danych                              | Brak danych                             | Brak danych                |
| 1978              | Françoise Durr Valerie Ziegenfuss        | Laura duPont Regina Maršíková           | 1:6, 6:4, 6:3              |
| 1977              | Brak danych                              | Brak danych                             | Brak danych                |
| 1976              | Turniej nie był rozgrywany               | Turniej nie był rozgrywany              | Turniej nie był rozgrywany |
| 1975              | Brak danych                              | Brak danych                             | Brak danych                |
| 1974              | Katja Ebbinghaus Helga Niessen Masthoff  | Beatriz Araújo Raquel Giscafre          | 6:0, 6:1                   |
| 1973              | Turniej nie był rozgrywany               | Turniej nie był rozgrywany              | Turniej nie był rozgrywany |
| 1972              | Helga Niessen Masthoff Pam Teeguarden    | Ana María Arias Virginia Wade           | 7:5, 6:2                   |
| 1971              | Olga Morozowa Betty Stöve                | Beatriz Araújo Ines Roget               | 7:5, 6:1                   |
| 1969 –1970        | Brak danych                              | Brak danych                             | Brak danych                |
| 1968              | Rosie Casals Ann Haydon-Jones            | Julie Heldman Mabel Vrancovich          | 6:1, 6:2                   |
| Początek Ery Open |                                          |                                         |                            |
| 1965              | Margaret Smith Lesley Turner             | Mabel Bove Graziela Lombardi            | 6:0, 7:5                   |
| 1930              | Phoebe Holcroft Watson Ermyntrude Harvey | Lilí Álvarez Miss Anderson              | 6:3, 3:6, 6:2              |

### Gra mieszana
| Rok               | Mistrzowie                         | Finaliści                         | Wynik    |
| 1972              | María-Isabel Fernández Iván Molina | Elvira Weisenberger Belus Prajoux | 7:5, 6:4 |
| Początek Ery Open |                                    |                                   |          |
| 1965              | Margaret Smith Enrique Morea       | Lesley Turner Julián Ganzábal     | 6:1, 8:6 |